# Distrito electoral de Driftwood (condado de Red Willow, Nebraska)
Driftwood (en inglés: Driftwood Precinct) es un distrito electoral ubicado en el condado de Red Willow en el estado estadounidense de Nebraska. En el Censo de 2010 tenía una población de 95 habitantes y una densidad poblacional de 1,03 personas por km².

## Geografía
Driftwood se encuentra ubicado en las coordenadas 40°7′54″N 100°42′15″O / 40.13167, -100.70417. Según la Oficina del Censo de los Estados Unidos, Driftwood tiene una superficie total de 92.02 km², que corresponden a tierra firme.

## Demografía
Según el censo de 2010, había 95 personas residiendo en Driftwood. La densidad de población era de 1,03 hab./km². De los 95 habitantes, Driftwood estaba compuesto por el 96.84% blancos y el 3.16% pertenecían a dos o más razas. Del total de la población el 2.11% eran hispanos o latinos de cualquier raza.